# 13-as busz (Debrecen)

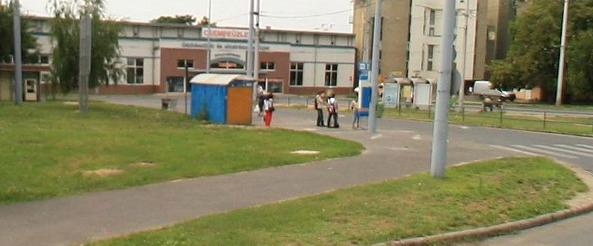
Segner tér

A debreceni 13-as jelzésű autóbusz a Segner tér és Pallag között közlekedik. A város egyik fontos közlekedési csomópontját a Segner tért köti össze Pallaggal, amely Debrecen egyik külterülete, a belvárostól kb. 7 km-re északra. Útvonala során érint a Kölcsey Központot, Debreceni Egyetemet, a Klinikákat, a TEVA Gyógyszergyárat, és a Pallagon lévő Debreceni Egyetem Balásházy János Gyakorló Középiskolája és Kollégiumát.
Jelenlegi menetrendje 2018. április 1-jétől érvényes.
2022. November 2-től hétvégén 13A jelzéssel -kivéve az első és az utolsó indulást-  a Doberdó utca és Pallag között közlekedik.

## Története
1970-ben a 3-as és a 7-es villamos megszűnésekor átszervezték az autóbusz-hálózatot. Ekkor indult a 13-as busz, mely a 3-as villamost kívánta pótolni. A járat a Bajcsy Zsilinszky utca - Bethlen utca - Egyetem sugárút - Egyetem tér - Nagyerdei körút - Pallagi út - Pallag útvonalon közlekedett. Ezzel egyidejűleg a régi 15-ös busz (Bajcsy Zsilinszky utca - BIOGAL) a BIOGAL-ig rövidült, Pallagot pedig már csak a 13-as szolgálta ki. 1979. február 24-én a 13-as, valamint a továbbiakban 13A jelzéssel közlekedő 15-ös buszt a Segner térig hosszabbították a Hatvan utcán keresztül. 1997-ben a 13A megszűnt, a 13-ason pedig új menetrend került bevezetésre, mely egészen 2009-ig változatlan maradt. 2010-től a járat menetrendje jelentősen leritkult. 2022.November 2-ától 13A jelzéssel ismét közlekedik autóbusz Pallag és a Doberdó utca között.A 13A a Klinikai Központ Nagyerdei Campus és a Segner tér közötti megállókat nem érinti.

## Járművek
A viszonylaton Alfa Cívis 12 szólóbuszok közlekednek, de a Debreceni Egyetem Balásházy János Mezőgazdasági és Közgazdasági Gyakorló Középiskolája diákjainak igénye szerint indul Alfa Cívis 18 csuklós busz is.

## Útvonala
| Év        | Végállomások                                     | Útvonal oda | Útvonal vissza |
| --------- | ------------------------------------------------ | --- | --- |
| 1970-1979 | Bajcsy Zsilinszky utca – Pallag                  | Pásti utca – Bethlen utca – Egyetem sugárút – Egyetem tér – Nagyerdei körút – Pallagi út – Mezőgazdász utca                                    | Mezőgazdász utca – Pallagi út – Nagyerdei körút – Egyetem tér – Egyetem sugárút – Bethlen utca – Hatvan utca – Kossuth tér                     |
| 1979-1997 | Nyugati utca – (13A:BIOGAL Gyógyszergyár)/Pallag | Hatvan utca – Bethlen utca – Egyetem sugárút – Egyetem tér – Nagyerdei körút – Pallagi út – (13A: BIOGAL Gyógyszergyár vá.) – Mezőgazdász utca | Mezőgazdász utca – (13A: BIOGAL Gyógyszergyár vá.) – Pallagi út – Nagyerdei körút – Egyetem tér – Egyetem sugárút – Bethlen utca – Hatvan utca |
| 1997-től  | Segner tér – Pallag                              | Hatvan utca – Bethlen utca – Egyetem sugárút – Egyetem tér – Nagyerdei körút – Pallagi út – Mezőgazdász utca                                   | Mezőgazdász utca – Pallagi út – Nagyerdei körút – Egyetem tér – Egyetem sugárút – Bethlen utca – Hatvan utc                                    |

## Megállóhelyei
| 0  | Segner tér végállomás / Doberdó u. végállomás     | 22 | 3, 3A, 4, 5, 5A 10, 10A, 10Y, 11, 14, 17, 17A, 24, 24Y, 25, 25Y, 33, 33E, 34, 35, 35E, 35Y, 36, 42, 42A, 45, 46, 46E, 46H, 49, 49Y, 125, 125Y, 146, A1 Helyközi buszok/ DOBERDÓ UTCÁNÁL: 2-es VILLAMOS, 10-es BUSZ, valamint további helyi és helyközi AUTÓBUSZOK |
| 2  | Hatvan utca                                       | 21 | 10, 10A, 10Y, 14, 22, 22Y, 24, 24Y, 33, 34, 35, 35Y, 36 |
| 3  | Kölcsey Központ (Bethlen utca) (↓) Jókai utca (↑) | 19 | 2 10, 10A, 10Y, 11, 14, 15, 15Y, 22, 22Y, 24, 24Y, 33, 43 |
| 6  | Honvéd utca                                       | 16 | 10, 10A, 10Y, 33 |
| 8  | Egyetem sugárút                                   | 14 | 10, 10A, 10Y, 21, 23, 33, A1 |
| 9  | Nagy Lajos király tér                             | 12 | 10, 10A, 10Y |
| 10 | Egyetem tér                                       | 11 | 10, 10A, 10Y |
| 12 | Egyetem                                           | ∫  | 1 10, 10A, 10Y, 12, 22 |
| 13 | Klinikák                                          | 9  | 1 10, 10A, 10Y, 12, 22, 24, 51E |
| 14 | Szociális Otthon                                  | 7  | 10, 10A, 10Y, 12, 16, 22Y, 24Y |
| 15 | Pallagi út                                        | 6  | 10, 10A, 10Y, 12, 16, 22Y, 24Y |
| 16 | TEVA Gyógyszergyár                                | 5  | 10Y, 12, 16 |
| 17 | Tábor bejáró út                                   | 4  | |
| 18 | TV-torony                                         | 3  | |
| 19 | Erdészház                                         | 2  | |
| 21 | Balásházy János Szakközépiskola                   | 0  | |
| 22 | Pallag végállomás                                 | 0  | |

## Járatsűrűség
Tanítási időszakban a Segner térről 7 órakor és Pallagról 13 órakor 4 járat indul, a többi órában 1 járat indul, kivéve csúcsidőben 2 járat indul. Tanszünetben 2 járat indul 7,13,14,15 órakor, a többi órában 1 járat indul. Hétvégén 2 óránként közlekednek. 2022. Novembertől hétvégén 13A jelzéssel közlekedik Pallag és a Doberdó utca között(az aktuális rendkívüli gazdasági helyzet miatt).
Pontos indulási idők itt.